# 군농항
군농항은 전라남도 보성군 회천면 군농리에 있는 어항이다. 2003년 5월 26일 어촌정주어항으로 지정하여 관리하고 있다. 시설관리자는 보성군수이다.

## 어항 시설
- 방파제 167m, 선착장 247m, 호안도로 230m,

## 주요 어종
- 새고막, 낙지, 주꾸미, 숭어, 농어